# オリンピア (防護巡洋艦)
オリンピア (USS Olympia, C-6/CA-15/CL-15/IX-40) は、アメリカ海軍の防護巡洋艦。艦名はワシントン州オリンピアに因む。現在はフィラデルフィアで博物艦船として公開されている。

## 艦歴
オリンピアは1891年6月17日にカリフォルニア州サンフランシスコのユニオン鉄工所で起工する。1892年11月5日にアン・B・ディッキーによって進水し、1895年2月5日に艦長ジョン・J・リード大佐の指揮下就役した。
就役後オリンピアはアジア戦隊の旗艦任務に就く。米西戦争ではマニラ湾海戦を含む数々の戦闘に参加し、1899年9月に本国に帰還した。本艦上で艦隊の指揮を執ったジョージ・デューイ代将は「きみの準備ができたら撃っていいぞ、グリッドレイ艦長」という有名な命令を発し、パトリコ・モントージョ将軍率いるスペイン艦隊を撃退した。デューイ提督が命令を発したとき立っていたと考えられる場所は現在艦上に記され展示されている。
1902年から1906年までオリンピアは大西洋、カリブ海、地中海で活動した。1909年からは海軍兵学校の訓練艦として不定期任務に就く。1912年から1916年までサウスカロライナ州チャールストンでバラック船として使用され、その後再就役する。オリンピアは第一次世界大戦から終戦直後にかけて大西洋、北極海および地中海で活動した。オリンピアは1920年7月17日に CA-15 （重巡洋艦）、1921年8月8日に CL-15 （軽巡洋艦）に艦種変更された。1921年10月11月にオリンピアはアーリントン国立墓地の無名戦士の墓に納められる「第一次世界大戦」の無名戦士の亡骸を搬送した。
オリンピアは1922年12月9日に退役し、1931年6月30日に IX-40 （雑役船）に艦種変更される。1957年9月11日にオリンピアは巡洋艦オリンピア協会(Cruiser Olympia Association)に移管され、1898年の状態に復元された。その後同協会の管理下1995年まで公開されたが、同協会は負債のため巡洋艦オリンピア協会(Cruiser Olympia Society)と1996年1月1日に合併し、現在はペンシルベニア州フィラデルフィアのインディペンデンス・シーポート・ミュージアムで、現存する唯一の米西戦争を経験した艦として公開されている。海軍予備役訓練部隊の学生はオリンピアを定期的にメンテナンスしている。
アーリントン国立墓地を警備するアメリカ陸軍第3歩兵連隊 「ザ・オールド・ガード」が装備するM17のカスタムモデルのグリップにはオリンピアの甲板から切り出した木材が使われている。